# 小行星8183
小行星8183（英語：8183）是一颗围绕太阳公转的小行星。1992年10月22日，上田清二、金田宏在钏路市发现了此天体。
这颗小行星的绝对星等为325.0709687453198等。